# Vennaskond
Vennaskond es una banda estonia de rock, considerado un supergrupo formado en 1984 en la anteriormente República Socialista Soviética de Estonia, de la misma Unión Soviética, en la ciudad de Tallinn, actualmente Estonia. con una carrera sólida y constante.
Su sonido enfoca el punk de los años 80, así mismo encarnándolo con el new wave, el folk punk y el rockabilly y sus canciones cantadas en su idioma nativo, el estonio.
Es consolidado uno de los pioneros y uno de los grupos más emblemáticos del rock en Estonia, debido a la afiliación de sus integrantes que han tenido a través de los años de otros grupos del mismo país en Estonia, Vennaskond en factibilidad es considerado un grupo de culto.
La mayoría de las canciones del grupo tratan sobre temas anarquistas, antisistema, entre otras temáticas, cosa que lo enfocan en el anarcopunk que toca el grupo.
Han hecho giras mundiales en: Finlandia, Letonia, Rumania, Suecia, Alemania, Francia, Estados Unidos, entre otros. predeterminadamente la mayoría de la parte del continente Europeo.

## Integrantes

### Formación actual
Vennaskond ha tenido a través de los años muchos miembros de otros grupos musicales pero la alineación actual es la siguiente en la lista, aunque se desconoce actualmente un baterista, ya que solo son miembros adicionales en vivo, Vennaskond no cuenta con un baterista en su grupo actualmente, el único integrante que esta desde la formación original del grupo es Tõnu Trubetsky:
- Tõnu Trubetsky "Tony Blackplait" - vocal (1984 - actualmente)
- Roy Strider - guitarra (2004 - actualmente)
- Gunnar Kõpp - guitarra (2008 - actualmente)
- Hedwig Allika - violín (2006 - actualmente)
- Ed Edinburgh - bajo (2000 - actualmente)
- Anneli Kadakas - percusión (2003 - actualmente)
- Henry Leppnurm - percusión (2004 - actualmente)

### Exintegrantes
- Teet Tibar - guitarra (1984 - 1985, 1987, 1996 - 1997)
- Marco Rüütel - guitarra (1984)
- Tarmo Kruusimäe "Kojamees" o "Juhan Tiik" - bajo (1984)
- Andrus Lomp - percusión (1984 - 1985, 1987 - 1988)
- Reet Nõgisto - bajo (1984)
- Richard Nool "Riho Nool" - percusión (1984)
- Kalle Käo - guitarra (1985)
- Toomas Leemets - percusión (1985)
- Jaan-Eik Tulve "Sursu" - bajo (1985 - 1987)
- Martin Post - percusión (1985)
- Allan Hmelnitski - percusión (1985)
- Mait Re "Matheus Senta" - percusión, guitarra (1985 - 1988, 2005 - 2006)
- Andres Aru "Mõmmi" - percusión (1986)
- Venno Vanamölder - percusión (1987 - 1989)
- Ivo Uukkivi "Munk" - ? (1987)
- Anti Pathique - guitarra, bajo (1987, 1989 - 1996, 2002 - 2005, 2008)
- Martin Süvari - bajo (1987)
- Mati Pors "Porss" - bajo (1987)
- Tom Kinkar - bajo (1987 - 1989)
- Koidu Jürisoo - violín (1987)
- Villu Tamme - guitarra (1987)
- Margus Põldsepp - guitarra (1988)
- Jüri Kłyszejko - guitarra (1988 - 1989)
- Raul Saaremets - percusión (1988)
- Vadim Družkov "Vadjah Lahari, Lahary" - percusión (1988)
- Ivo Schenkenberg Jr. "Belka" - percusión (1988 - 1990)
- Kristjan Mäeots - percusión (1989, 1998, 1999 - 2000)
- Ira Vatsel - violín (1989)
- Ruth Saulski - violín (1989)
- Herbert Spencer Jr. - bajo (1989)
- Kristian Müller - percusión (1989)
- Maarja Ora - violín (1989 - 1990)
- Mait Vaik - bajo (1989 - 1996, 1999)
- Hindrek Heibre - percusión (1989 - 1993)
- Ülari Ollik "Mätas" - acordeón (1990, 1993 - 1996)
- Allan Vainola "Al Vainola" - guitarra (1990 - 1996, 1998 - 2006, 2008)
- Max Sinister - bajo (1993)
- Rainis Kingu - percusión (1993 - 1998)
- Camille Camille - violín (1993 - 1998)
- Kaspar Jancis - guitarra, (1993 - 1998, 1999)
- Alar Aigro - bajo, efectos de sonido (1997 - 1999, 2000 - 2001, 2003, 2005)
- Henn Rebane - acordeón (1997)
- Tamur Marjasoo - guitarra (1998)
- Catherine Matveus - violín (1998 - 2003)
- Rein Joasoo - ? (1999)
- Margus Tamm - ? (1999)
- Tuuliki Leinpere - violín (2003 - 2006)
- Pexte Paxter - percusión (2005)
- Angelica Awerianowa - violín (2006)
- Pet Creep - percusión (2007, 2008)

## Discografía

### Álbumes de estudio
- 1991: "Ltn. Schmidt'i Pojad" (lanzado por el mismo grupo)
- 1992: "Rockipiraadid" (Theka)
- 1993: "Usk. Lootus. Armastus." (E.H.L. Trading Ltd.) (remasterizado en 1999)
- 1993: "Vaenlane ei Maga" (Theka)
- 1994: "Võluri Tagasitulek" (lanzado por el mismo grupo)
- 1995: "Inglid ja Kangelased" (lanzado por el mismo grupo)
- 1996: "Mina ja George" (lanzado por el mismo grupo)
- 1997: "Reis Kuule" (lanzado por el mismo grupo)
- 1999: "Warszawianka" (Elwood Muusik)
- 2001: "Ma Armastan Ameerikat" (Kaljukotkas, DayDream Productions)
- 2001: "News from Nowhere" (Kaljukotkas, DayDream Productions)
- 2003: "Subway" (lanzado por el mismo grupo)
- 2011: "Anarhia Agentuur" (Elwood Muusik)
- 2014: "Linn Süütab Tuled" (lanzado por el mismo grupo)
- 2016: "For Anarchists Resistance" (lanzado por el mismo grupo)
- 2020: "Pyrates of the Baltic" (Mumm Records)
- 2024: "Krüptozooloogia" (Rīgas Paraugtipogrāfija, Līgo)

### Compilaciones
- 1989: "Young Rockers"
- 1990: "Rock Collection II"
- 1993: "Balts Bite Back!"
- 1993: "Tagumine paar välja 2."
- 1995: "Jõulupalavik"
- 1996: "Rock. Pop in the East"
- 1997: "Europodium. Top of the European Pops"
- 1999: "Priima"
- 2002: "Eesti muusikavideod"
- 2002: "Eesti pop 2002"
- 2002: "Pojad on mul õige naksid"
- 2002: "Rock-reliikvia: Tribuut "Viimne reliikvia" muusikale"
- 2002: "ETV kuld: Rock"
- 2005: "Rīgas Kaos" (lanzado por el mismo grupo)
- 2009: "Jube juubel 15: The Belka Remix"

### Sencillos
- "Disko"
- "Insener Garini hüperboloid"
- "Lili Marleen"
- "Kopenhaagen"
- "Elagu Proudhon!"
- "Selle laulu mina ise luuletasin"
- "Pille-Riin"
- "Õhtud Moskva lähistel"
- "10203"
- "Subatlantiline kohtumine"
- "101. kilomeeter"
- "Saepurulapsed"
- "Ma armastan Ameerikat"